# Ridin' on the Blinds
Ridin' on the Blinds es el segundo álbum de estudio del trío multinacional integrado por el canadiense Rick Danko, el noruego Jonas Fjeld y el estadounidense Eric Andersen, publicado por la compañía discográfica Grappa en 1994. El disco fue publicado tres años después en los Estados Unidos por el sello Rykodisc.
El álbum difirió de su prededesor al tener un sonido más influido por una tendencia folk en detrimento del rock. Entre las canciones se incluyeron tributos a Paul Butterfield («Every Man Is His Own Hero») y Richard Manuel («All Creation»), una regrabación del tema de The Band «Twilight» y un dúo entre Andersen y el vocalista invitado Kirsten Berg en el tema «Dimming of the Day».
Tras su lanzamiento, el trío planificó grabar un tercer disco tres años más tarde; sin embargo, la detención de Rick Danko por posesión de drogas puso los planes en suspenso de forma temporal. No obstante, la muerte de Danko en 1999 provocaron que el álbum nunca fuese grabado. Andersen y Fjeld volvieron a reunirse dos años después con Garth Hudson, exmiembro de The Band, durante una gira de promoción de One More Shot. 

## Lista de canciones
| N.º | Título                       | Escritor(es)                           | Duración |  |
| 1.  | «Ridin' on the Blinds»       | Eric Andersen, Rick Danko, Jonas Fjeld | 3:49     |  |
| 2.  | «Twilight»                   | Robbie Robertson                       | 2:59     |  |
| 3.  | «Dimming of the Day»         | Richard Thompson                       | 3:11     |  |
| 4.  | «Ragtop»                     | Andersen, Danko, Fjeld                 | 3:30     |  |
| 5.  | «Come Runnin' Like A Friend» | Andersen                               | 6:11     |  |
| 6.  | «Women 'Cross The River»     | D. Olney                               | 3:28     |  |
| 7.  | «Lie With Me»                | Andersen                               | 4:14     |  |
| 8.  | «All Creation»               | Andersen, Danko                        | 3:34     |  |
| 9.  | «Outside Track»              | H. Lawson, G. W. Hallow                | 4:07     |  |
| 10. | «Every Man Is His Own Hero»  | Andersen, Danko, Fjeld                 | 4:48     |  |
| 11. | «Baby, I'm Lonesome»         | Andersen                               | 3;41     |  |
| 12. | «Your Eyes»                  | Fjeld, Jim Sherraden                   | 4:38     |  |
| 13. | «Bottle of Wine»             | Tom Paxton                             | 2:44     |  |
| 14. | «Keep This Love Alive»       | Andersen, Danko                        | 4:29     |  |